# Eden (Misisipi)
Eden es una villa del Condado de Yazoo, Misisipi, Estados Unidos. Según el censo de 2000 tenía una población de 126 habitantes y una densidad de población de 101.4 hab/km².

## Demografía
Según el censo de 2000, había 126 personas, 47 hogares y 33 familias residiendo en la localidad. La densidad de población era de 101,4 hab./km². Había 59 viviendas con una densidad media de 47,5 viviendas/km². El 57,94% de los habitantes eran blancos y el 42,06% afroamericanos. 
Según el censo, de los 47 hogares en el 40,4% había menores de 18 años, el 40,4% pertenecía a parejas casadas, el 23,4% tenía a una mujer como cabeza de familia y el 27,7% no eran familias. El 27,7% de los hogares estaba compuesto por un único individuo y el 8,5% pertenecía a alguien mayor de 65 años viviendo solo. El tamaño promedio de los hogares era de 2,68 personas y el de las familias de 3,26.
La población estaba distribuida en un 29,4% de habitantes menores de 18 años, un 9,5% entre 18 y 24 años, un 27,8% de 25 a 44, un 19,0% de 45 a 64 y un 14,3% de 65 años o mayores. La media de edad era 33 años. Por cada 100 mujeres había 96,9 hombres. Por cada 100 mujeres de 18 años o más, había 85,4 hombres.
Los ingresos medios por hogar en la localidad eran de 24.286 dólares ($) y los ingresos medios por familia eran 24.375 $. Los hombres tenían unos ingresos medios de 40.625 $ frente a los 11.750 $ para las mujeres. La renta per cápita para la ciudad era de 16.675 $. El 35,7% de la población y el 30,6% de las familias estaban por debajo del umbral de pobreza. El 44,4% de los menores de 18 años y el 11,1% de los habitantes de 65 años o más vivían por debajo del umbral de pobreza.

## Geografía
Según la Oficina del Censo de los Estados Unidos, la localidad tiene un área total de 1,2 km², todos ellos correspondientes a tierra firme.